# Ahmad
Ahmad, Ahmed, Ahmet (arab. ‏أحمد‎, Aḥmad) – popularne wśród muzułmanów imię pochodzenia arabskiego.
Znane osoby noszące to imię:
- Ahmad – amerykański raper
- Ahmad – sułtan Kanem-Bornu
- Ahmed Aboutaleb – holendersko-marokański polityk, sekretarz stanu ds. społecznych i zatrudnienia, działacz holenderskiej Partii Pracy (PvdA)
- Ahmad I al-Mansur – sułtan Maroka z dynastii Saadytów, zniszczył i ograbił państwo Songhaj
- Ahmad Jasin – duchowy przywódca zbrojnego palestyńskiego ugrupowania Hamas
- Ahmad Szach Masud – afgański dowódca wojskowy i polityk, zwany Lwem Pandższiru, Tadżyk
- Ahmed Zaki Yamani – saudyjski polityk
- Ahmed I – sułtan Imperium Osmańskiego, kalif, fundator Błękitnego Meczetu w Stambule
- Ahmed III – sułtan Imperium Osmańskiego, kalif w okresie Ery Tulipanów
- Abu al-Abbas Ahmad ibn Muhammad – ostatni sułtan Maroka z dynastii Wattasydów
- Ahmad ibn Jahja – przedostatni król Królestwa Jemenu i przedostatni imam zajdytów
- Ahmed Szah Abdali – emir, założyciel dynastii Durrani z Chorasanu, przez wielu uważany jest za założyciela nowoczesnego Afganistanu
- Ahmed Szah Chan – syn ostatniego króla Afganistanu, pretendent do tronu tego kraju i jego tytularny władca
- Ahmad Zabbah – izraelski polityk pochodzenia arabskiego
- Ahmad Zakajew — czeczeński działacz polityczny,
- Ahmad az-Zahir – izraelski polityk pochodzenia arabskiego